# Prümzurlay
Prümzurlay is een plaats in de Duitse deelstaat Rijnland-Palts, en maakt deel uit van de Eifelkreis Bitburg-Prüm.
Prümzurlay telt 576 inwoners.

## Bestuur
De plaats is een Ortsgemeinde en maakt deel uit van de Verbandsgemeinde Südeifel.

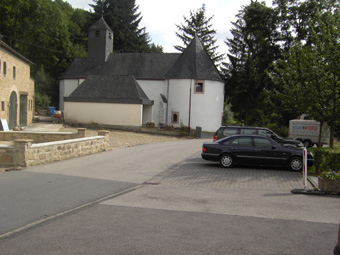
Het eenbeukige kerkje van Prümzurlay
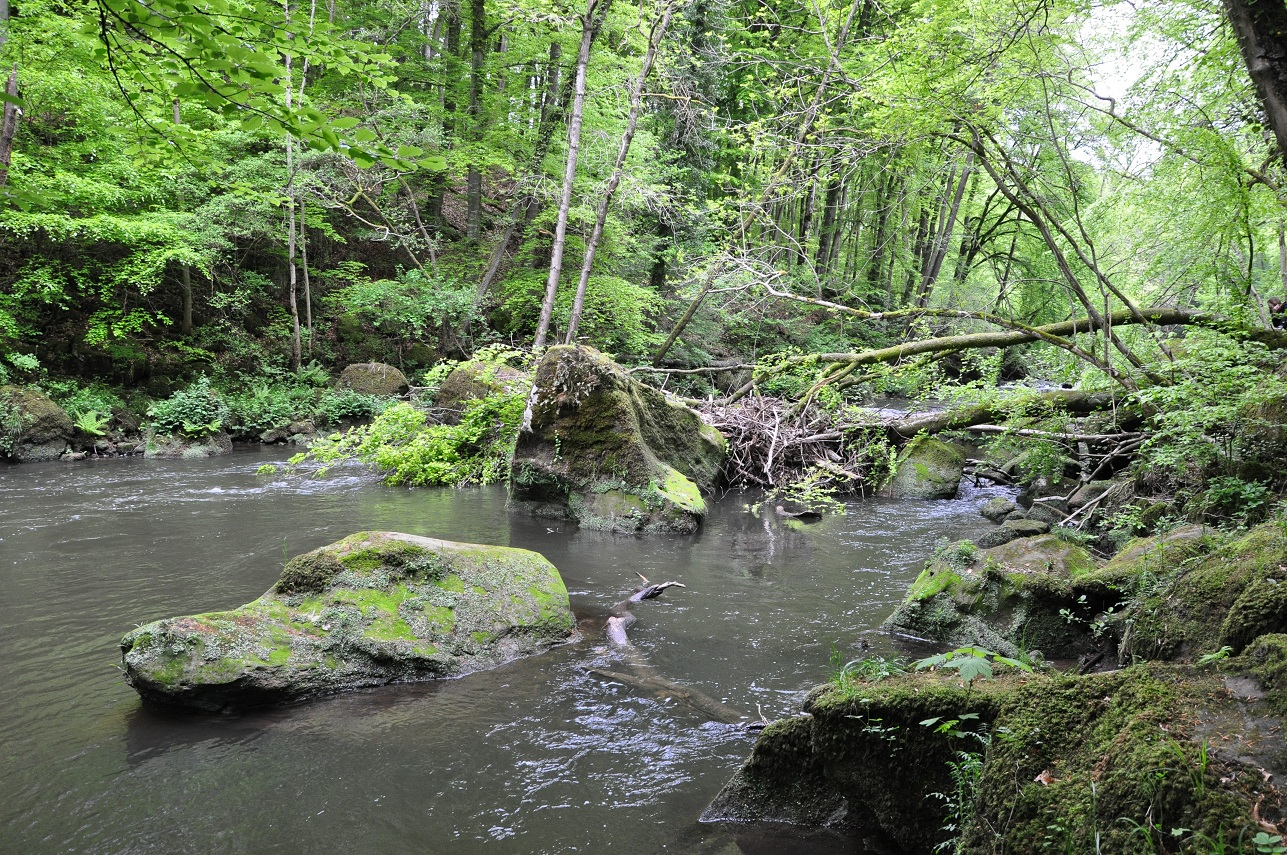
Het riviertje de Prüm tussen Prümzurlay en Irrel

Verbandsvrije stad:  Bitburg